# Svartvingad monark
Svartvingad monark< (Monarcha frater) är en fågel i familjen monarker inom ordningen tättingar.

## Utseende
Svartvingad monark är en liten monark med ljusgrått ovan och på bröstet, fylligt orange undertill och svart på vingar, ansikte och stjärt. Ungfågeln saknar det svarta i ansiktet. Liknande glasögonmonarken är mörkare grå och har grått på vingar och stjärt.

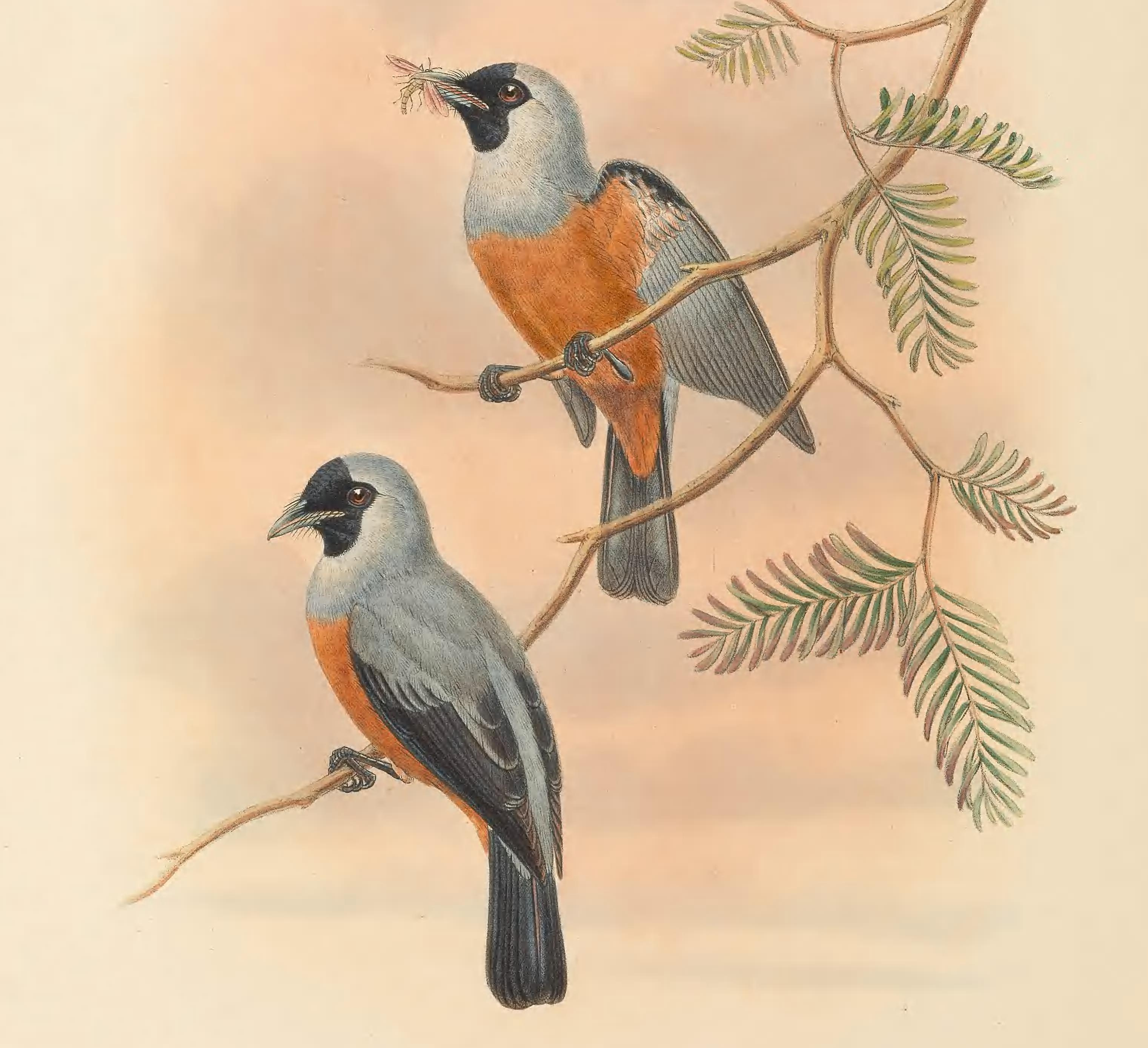

## Utbredning och systematik
Svartvingad monark förekommer på Nya Guinea och i nordöstligaste Australien. Den delas in i fyra underarter med följande utbredning:
- Monarcha frater frater – förekommer på nordvästra Nya Guinea
- Monarcha frater kunupi – förekommer på centrala New Guinea
- Monarcha frater periophthalmicus – förekommer på östra och sydöstra Nya Guinea
- Monarcha frater canescens – förekommer från södra Torres sund-öarna och östra Kap Yorkhalvön till Cape Flattery

## Status och hot
Arten har ett stort utbredningsområde, men tros minska i antal, dock inte tillräckligt kraftigt för att den ska betraktas som hotad. Internationella naturvårdsunionen IUCN listar arten som livskraftig (LC).